# HNLMS O 7
Le HNLMS O 7 ou Hr.Ms. O 7 est un sous-marin, unique exemplaire de la classe O 7 de la Koninklijke Marine.

## Histoire
Le HNLMS O 7 était destiné à être utilisé dans les eaux territoriales de l'Europe. Le O 7 était très similaire au O 6 et ils sont parfois considérés comme une seule classe.
Le sous-marin a été commandé le 8 mai 1913. Le 12 mai 1914, la quille du O 7 est posé à Rotterdam au chantier naval de la Maatschappij Fijenoord. Le lancement du O 7 a lieu le 22 juillet 1916 et le 23 décembre 1916, le navire est mis en service dans la Marine royale néerlandaise.
Le 18 mai 1927, le O 7 et le vapeur suédois SS Scania sont entrés en collision au large des côtes de Texel  subissant peu de dommages.
À partir de 1935, le navire n'a été utilisé que comme navire-école jusqu'au 21 décembre 1939, date à laquelle le O 7 est mis hors service et vendu pour la casse. Après 1939, le O 7 est remplacé comme navire-école par le HNLMS O 8.

### Seconde Guerre mondiale
En 1940, lorsque les Allemands ont envahi les Pays-Bas, le O 7 est capturé complètement intact dans le port de Den Helder, mais il est considéré comme bien trop obsolète pour être utile à l'effort de guerre. Le O 7 a coulé le 2 mai 1944 à Den Helder alors qu'il y était amarré, il a coulé à cause de l'eau qui s'est infiltrée dans le navire.
Après la guerre, il a été renfloué et finalement mis à la ferraille.